# Dicranota metaspectralis
Dicranota (Ludicia) metaspectralis là một loài ruồi trong họ Pediciidae. Chúng phân bố ở vùng Indomalaya.